# Platyrrhinodexia punctulata
Platyrrhinodexia punctulata là một loài ruồi trong họ Tachinidae.